# Aliwal North
Aliwal North – miasto, zamieszkane przez ok. 16 000 ludzi, w Republice Południowej Afryki, w Prowincji Przylądkowej Wschodniej.
Miasto jest położone nad rzeką Oranje, u jej zbiegu z rzeką Kraai, znajdują się tu także gorące źródła. Miasto założył w 1850 roku Harry Smith, gubernator Kolonii Przylądkowej. Nazwał je dla upamiętnienia zwycięskiej bitwy, którą stoczył pod Aliwal z Sikhami.